# Мехди Фенуш
Мехди Фенуш (роден на 20 февруари 1993 г.) е алжирски нападател, който играе във Черно море

## Кариера
Фенуш прави своя дебют за Тулуза на 20 септември 2013 срещу Сент Етиен, като влиза в 82 минута.
През 2014 се присъединява към втородивизонния белгийски отбор АФК Тюбиз.
През 2017 година Фенуш става част от отбора на ФК Локомотив (Горна Оряховица). Той прави своя дебют срещу Ботев (Пловдив) на 18 февруари 2017.
Лятото на 2017 година Фенуш се присъединява към отбора на Верея.
През 2018 година Фенуш подписва договор за 2 години с отбора на Черно море.

## Национален отбор
Мехди Фенуш е извикан през 2012 г. за юношеския състав на Алжир до 21 години.